# Egils Levits

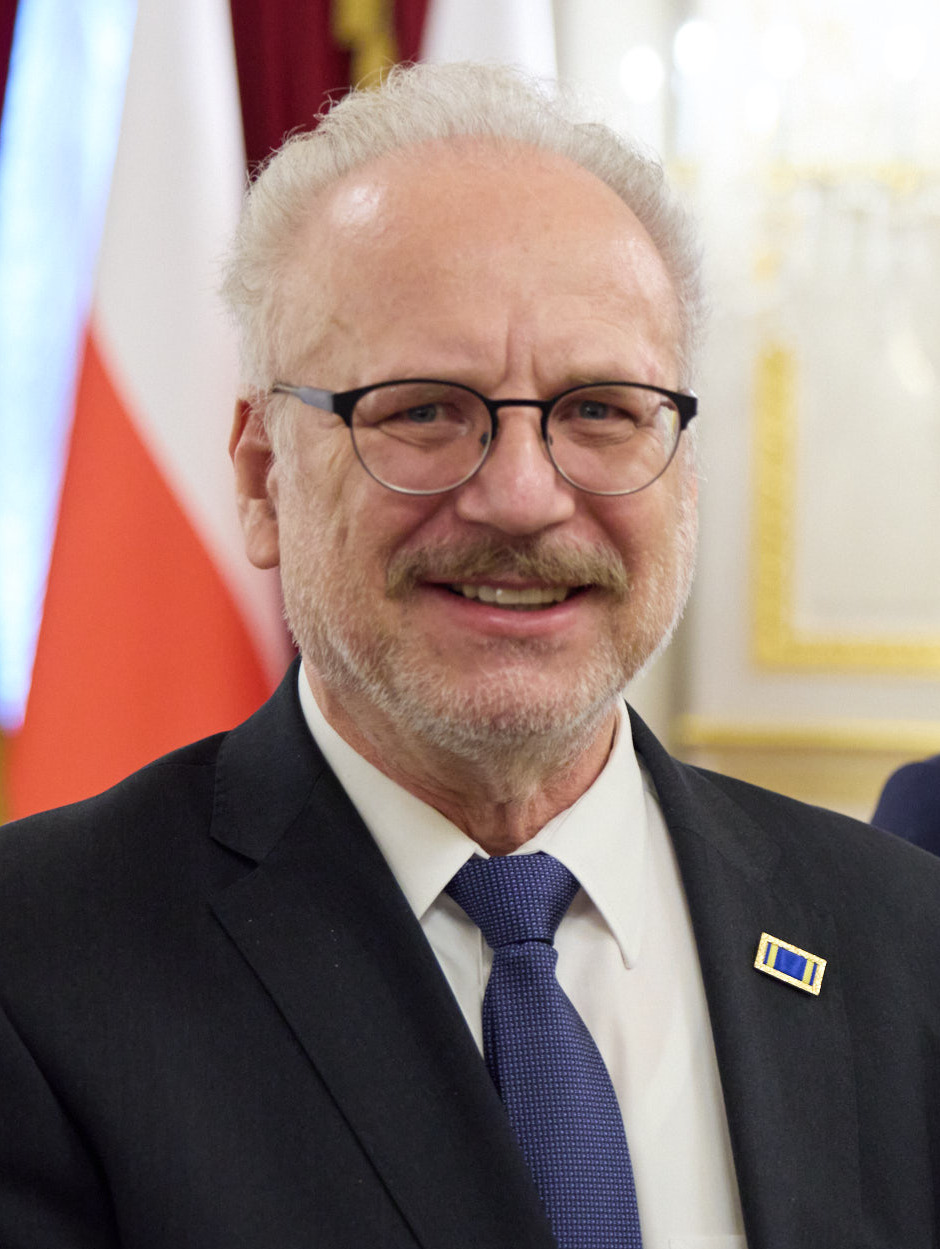
Egils Levits (2022)

Egils Levits (* 30. Juni 1955 in Riga, Lettische SSR) ist ein lettischer Politiker, Diplomat und Rechtswissenschaftler. Von 2019 bis 2023 war er Präsident der Republik Lettland. Zuvor war er als Richter am Europäischen Gerichtshof und am Europäischen Gerichtshof für Menschenrechte sowie von 1993 bis 1994 als lettischer Justizminister tätig.

## Ausbildung
Levits besuchte bis 1972 die Sekundarschule Nr. 2 in Riga, danach – nachdem seine jüdische Familie aus der Sowjetunion ausgewiesen worden war – bis 1973 das Lettische Gymnasium in Münster. 1982 absolvierte er das Studium der Rechtswissenschaften an der Fakultät für Rechtswissenschaften und 1986 das Diplomstudium der Politischen Wissenschaften an der Fakultät für Politische Wissenschaften der Universität Hamburg. Danach war er als wissenschaftlicher Mitarbeiter an der Fakultät für Rechtswissenschaften der Universität Kiel tätig. Von 1989 bis 1991 arbeitete Levits als wissenschaftlicher Mitarbeiter am Institut für Deutschland- und Osteuropaforschung des Göttinger Arbeitskreises. Daneben war er Rechtsanwalt am Schleswig-Holsteinischen Oberlandesgericht.

## Karriere
Nach der wiedererlangten Unabhängigkeit Lettlands war er Berater des lettischen Parlaments für Fragen des internationalen Rechts, des Verfassungsrechts und der Gesetzgebungsreform. Er publizierte zahlreiche Artikel im Bereich des Verfassungsrechts, Verwaltungsrechts, der Gesetzgebungsreform und des EU-Rechts.
Von 1993 bis 1994 war Egils Levits stellvertretender Ministerpräsident und Justizminister im Kabinett Birkavs (nominiert von Latvijas Ceļš). Zuvor war er erster lettischer Botschafter in Deutschland und der Schweiz (1992–1993), danach in Österreich, der Schweiz und Ungarn (1994–1995).
1995 wurde Egils Levits zum Richter am Europäischen Gerichtshof für Menschenrechte gewählt und 1998 und 2001 wiedergewählt. Ab 1997 war er Schlichter am Vergleichs- und Schiedsgerichtshof innerhalb der OSZE und Mitglied des Ständigen Schiedshofes (seit 2001). Am 11. Mai 2004 wurde Levits Richter am Europäischen Gerichtshof (in Luxemburg); nach seiner Wahl zum lettischen Präsidenten trat er im Juni 2019 als EuGH-Richter zurück. Egils Levits bekam 2002 für seine Tätigkeit die Ehrendoktorwürde der Lettischen Akademie der Wissenschaften verliehen. Am 28. April 2023 verlieh ihm auch die Leuphana Universität Lüneburg den Titel eines Ehrendoktors.
Am 29. Mai 2019 wurde er als Kandidat der in Teilen rechtskonservativen bis rechtspopulistischen Regierungskoalition (Kabinett Kariņš I) vom lettischen Parlament zum Präsidenten des Landes gewählt. Seine Amtszeit begann am 8. Juli 2019. Nachdem die drei Regierungsparteien sich vor der Präsidentschaftswahl 2023 nicht darauf einigen konnten, ihn für eine Wiederwahl zu unterstützen, zog er seine Kandidatur zurück. Seine letzte öffentliche Amtshandlung war die Rede beim großen Umzug des 27. Liederfestes am 2. Juli 2023. Am 8. Juli 2023 übergab er sein Amt an Edgars Rinkēvičs.

## Privates

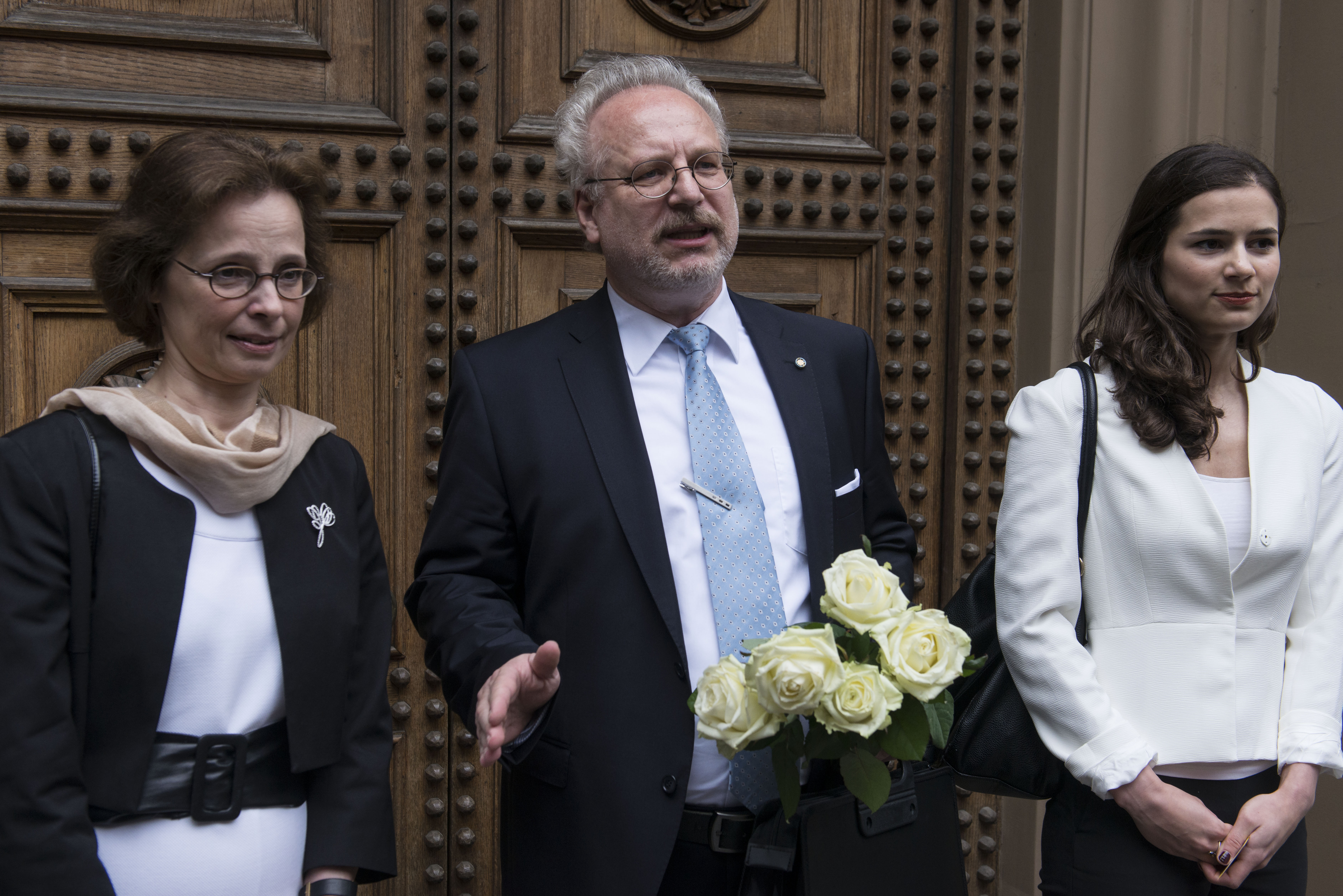
Levits mit Frau und Tochter (2015)

Egils Levits ist seit 1991 mit der in Deutschland geborenen Lettin Andra Levite verheiratet. Gemeinsam haben sie einen Sohn und eine Tochter.
Levits ist Mitglied der lettischen Studentenkorporation Fraternitas Lataviensis. Neben Lettisch, Russisch und Deutsch beherrscht er auch Englisch und Französisch.